# Okara (distrikt)

Karta över provinsen Punjab med distriktet Okara markerat

Okara (urdu: ضلع اوکاڑہ) är ett av Pakistans administrativa distrikt, i Lahoredivisionen i provinsen Punjab. Folkmängd 2 232 992 (1998). Administrativ huvudort är Okara.

## Administrativ indelning
Distriktet är indelat i tre Tehsil.
- Depalpur Tehsil
- Renala Khurd Tehsil
- Okara Tehsil